# おたマ!〜おたく仲間はちっこいマニア〜
『おたマ!〜おたく仲間はちっこいマニア〜』（おたマ!〜おたくなかまはちっこいマニア〜）は、2012年10月26日にユニゾンシフト・アクセントから発売された18禁恋愛アドベンチャーゲームである。

## 概要
ユニゾンシフト・アクセントが3年ぶりに発売するオリジナル作品。オタクな主人公とロリっ娘なヒロインたちとの賑やかな日常を描いた作品である。
ディレクターの玉。によればネットのコミュニティで知り合い、意気投合して友達になる事がよくある中、正体の見えない相手がどんな人だったら嬉しいかと考えた時に、いわゆる「ちっこい娘」を思い浮かび、本作品が企画されたという。
作中では聖地巡回やショップ巡り、夏のイベントなどオタクにちなんだシーンが登場する。エッチシーンでもアイドル衣装やゴスロリなど、オタク趣味にちなんだシチュエーションを搭載している。
TECH GIAN 2012年11月号（エンターブレイン）で織澤あきふみによる書き下ろしマンガが掲載された。

## ストーリー
マンガやアニメ、特撮などが好きなオタクの青年「七瀬弘明」は、ネットで知り合ったオタク仲間とオフ会を開催することに。
初めてのオフ会に緊張する弘明の前に現れたのは、それぞれ得意な趣味を持つロリ体型の女の子ばかりであった。リアルな女性が苦手な弘明だったが、元来の面倒見の良さから仲間たちに慕われるようになり、一緒につるんで行動するようになる。

## 登場人物
（出典：）

### 主人公
七瀬 弘明（ななせ ひろあき）
ゲームやマンガ、アニメ、ミリタリー、オカルトなど多彩な知識を持つ主人公。その博識ぶりからオタク仲間にからかい半分で「先生」と呼ばれている。

### ヒロイン
日本橋 きらら（にっぽんばし きらら）
声：民安ともえ / 画：織澤あきふみ
身長142cm 体重40kg B71/W52/H72
電気街の一角にあるメイドカフェの「サニーサイド」の娘。休みの日や開いた時間には家の手伝いをしている。
明るくて素直だが、熱血系の少年漫画が好きで「だぜ、だな」を語尾につけるなど、厨二病な側面もある。
将来の夢は漫画家で、同人的なマンガをよく描く。その腕は既にプロ級であるが、恥ずかしくて誰にも原稿を見せない。
青葉 まみ（あおば まみ）
声：西野みく / 画：織澤あきふみ
身長144cm 体重42kg B72/W53/H73
「蒼浜みぃ」の名で活動しているプロの若手声優。
重度のゲームオタクで、常に携帯ゲームを持ち歩いているが、腕前は並。一見クールに見えるが打たれ弱くヘタレなタイプでもある。
実はエロゲーマニアであり、性の知識は豊富だが、間違っている部分も多い。
大手町 もみじ（おおてまち もみじ）
声：園田夕里 / 画：ひなたもも
身長145cm 体重47kg B73/W54/H75
弘明の従妹できららの同級生。両親は学者で、本人も成績優秀。学園では委員長を務めている。
元々、オタクが嫌いで、オタク文化に懐疑的であったが、楽しそうにしている弘明を見て気になり、オフ会に紛れ込んでからはコスプレ趣味に目覚めるようになる。
弘明に懐いており、彼の事を「おにいちゃん」と呼ぶ。可愛いキャラクターグッズやコスプレにトキめいているが、周囲には必死に隠している。
大宮いいな トゥルネン （おおみやいいな トゥルネン）
声：藤咲ウサ / 画：ひなたもも
身長139cm 体重33kg B64/W48/H69
北欧系ハーフのゴスロリ少女。大富豪の令嬢であるオカルトオタク。
ボーイズラブが大好きで、世界中の少年は全てホモだと思っている。
甘えん坊で、突飛な言動で弘明をからかったりすることが多いが、メンバー一の現実主義者でもある。

### サブキャラ
以下の2キャラにもエッチシーンは用意されている。
大洲 こより（おおす こより）
声：小倉結衣 / 画：泉水真琴
身長162cm 体重53kg B84/W58/H86
特撮好きで面倒見が良いお姉さん。同じ仲間を見つけたいと思いオフ会に参加した。
少女だらけの中で自分だけ大人の女性である事を気にしてビクビクしているが、一方で人生初の彼氏ゲットを狙っている。
天神 あめり（てんじん あめり）
声：北見六花 / 画：くらは
身長???cm 体重??kg B??/W??/H??
迷彩服姿のミリタリーオタクの少女。
感情を全く表に出さず、海兵隊のスラングのような口癖で話す。

## 世界観など
ゲームの舞台はオタク向けのショップが建ち並ぶ電気街。町並みは東京の秋葉原や大阪の日本橋をモデルとしている。背景はスタッフが実際の風景をロケハンした。
作品中には泉水真琴が描いたSDキャラのイベントが多く登場する。物語の展開次第ではハーレムエッチシーンも出現する。

## 主題歌
オープニングテーマ「はっぴぃなんだからいいじゃん」
歌：西野みく
エンディングテーマ「終わりは終わりじゃない」
歌：中山♡マミ
※ゲームと同日発売されたサウンドトラックCDに、両曲のフルコーラスやBGMを収録。